# Jitka Bartoničková
Jitka Bartoničková (ur. 22 grudnia 1985 w Benešovie) – czeska lekkoatletka specjalizująca się w długich biegach sprinterskich, uczestniczka letnich igrzysk olimpijskich w Londynie (2012).

## Sukcesy sportowe
- sześciokrotna mistrzyni Czech w biegu na 400 metrów – 2005, 2007, 2008, 2010, 2011, 2012
- dwukrotna wicemistrzyni Czech w biegu na 400 metrów – 2003, 2009
- brązowa medalistka mistrzostw Czech w biegu na 400 metrów – 2004
- halowa mistrzyni Czech w biegu na 400 metrów – 2004[1]
- czterokrotna halowa wicemistrzyni Czech w biegu na 400 metrów – 2005[2], 2007[3], 2009[4], 2010

| Rok  | Miasto   | Zawody                    | Konkurencja        | Wynik         |
| ---- | -------- | ------------------------- | ------------------ | ------------- |
| 2008 | Walencja | Halowe mistrzostwa świata | sztafeta 4 × 400 m | 4. miejsce    |
| 2010 | Doha     | Halowe mistrzostwa świata | sztafeta 4 × 400 m | brązowy medal |
| 2011 | Daegu    | Mistrzostwa świata        | sztafeta 4 × 400 m | 7. miejsce    |
| 2012 | Helsinki | Mistrzostwa Europy        | sztafeta 4 × 400 m | brązowy medal |
| 2012 | Londyn   | Igrzyska olimpijskie      | sztafeta 4 × 400 m | 7. miejsce    |

## Rekordy życiowe
- bieg na 200 metrów – 24,05 – Kladno 05/07/2009
- bieg na 200 metrów (hala) – 24,07 – Praga 16/02/2014
- bieg na 400 metrów – 52,72 – Vyškov 17/06/2012
- bieg na 400 metrów (hala) – 53,52 – Wiedeń 8/02/2014